# كأس الملك غازي 1934–35
كأس الملك غازي 1934-35، هي البطولة الرابعة والأخيرة من كأس الملك غازي. فاز في هذه البطولة نادي القوة الجوية للمرة الثالثة على التوالي بعد تغلبه على فريق اللاسلكي بهدفين مقابل هدف واحد.

## الفرق المشاركة
- نادي الشرطة.
- نادي القوة الجوية.
- المدرسة الحربية.
- الإصلاحية.
- اللاسلكي.
- الجديد.
- الاتحاد.

## بعض النتائج المعروفة
- اللاسلكي × المدرسة الحربية (7-0).
- اللاسلكي × الاتحاد (1-0).
- القوة الجوية × اللاسلكي (1-1).